# بيترو أرادوري
بيترو أرادوري (بالإيطالية: Pietro Aradori)‏ مواليد 9 ديسمبر 1988، هو لاعب كرة سلة إيطالي يلعب في ليغا أيه سي بي. يبلغ طوله 6 قدم 6 بوصة (2.0 م). مثّل منتخب إيطاليا لكرة السلة.

## فرق لعب لها
- أولمبيا ميلانو
- فيرتوس روما
- بالاكانسترو كانتو
- غلطة سراي لكرة السلة
- سي بي إستوديانتس

## روابط خارجية
- بيترو أرادوري على موقع الاتحاد الدولي لكرة السلة (الإنجليزية)
- بيترو أرادوري على موقع الدوري الأوروبي لكرة السلة (الإنجليزية)
- بيترو أرادوري على موقع الدوري الإسباني لكرة السلة (الإسبانية)
- بيترو أرادوري على موقع كرة السلة الأوروبية.كوم (الإنجليزية)
- بيترو أرادوري على موقع ريلجم (الإنجليزية)
- بيترو أرادوري على موقع بروبوليرز (الإنجليزية)
- بيترو أرادوري على موقع سبورتس رفرنس (الإنجليزية)